# Medicina evolutiva
Medicina evolutiva ou medicina Darwiniana é um campo de aplicação da teoria da evolução que busca entender a saúde e a doença na modernidade. As pesquisas e práticas médicas habitualmente concentram-se nos mecanismos moleculares e fisiológicos subjacentes às doenças e mais recentemente em evidências clínicas obtidas em estudos clínicos, enquanto a medicina evolutiva busca compreender a moldagem desses mecanismos e a intrínseca vulnerabilidade a doenças que os seres humanos possuem. A abordagem evolutiva da medicina tem impulsionado avanços importantes na compreensão do câncer, de doenças autoimunes e da anatomia geral do corpo humano. A integração da medicina evolutiva nas universidades tem sido um lento processo, devido às limitações curriculares que as instituições apresentam.

## Histórico

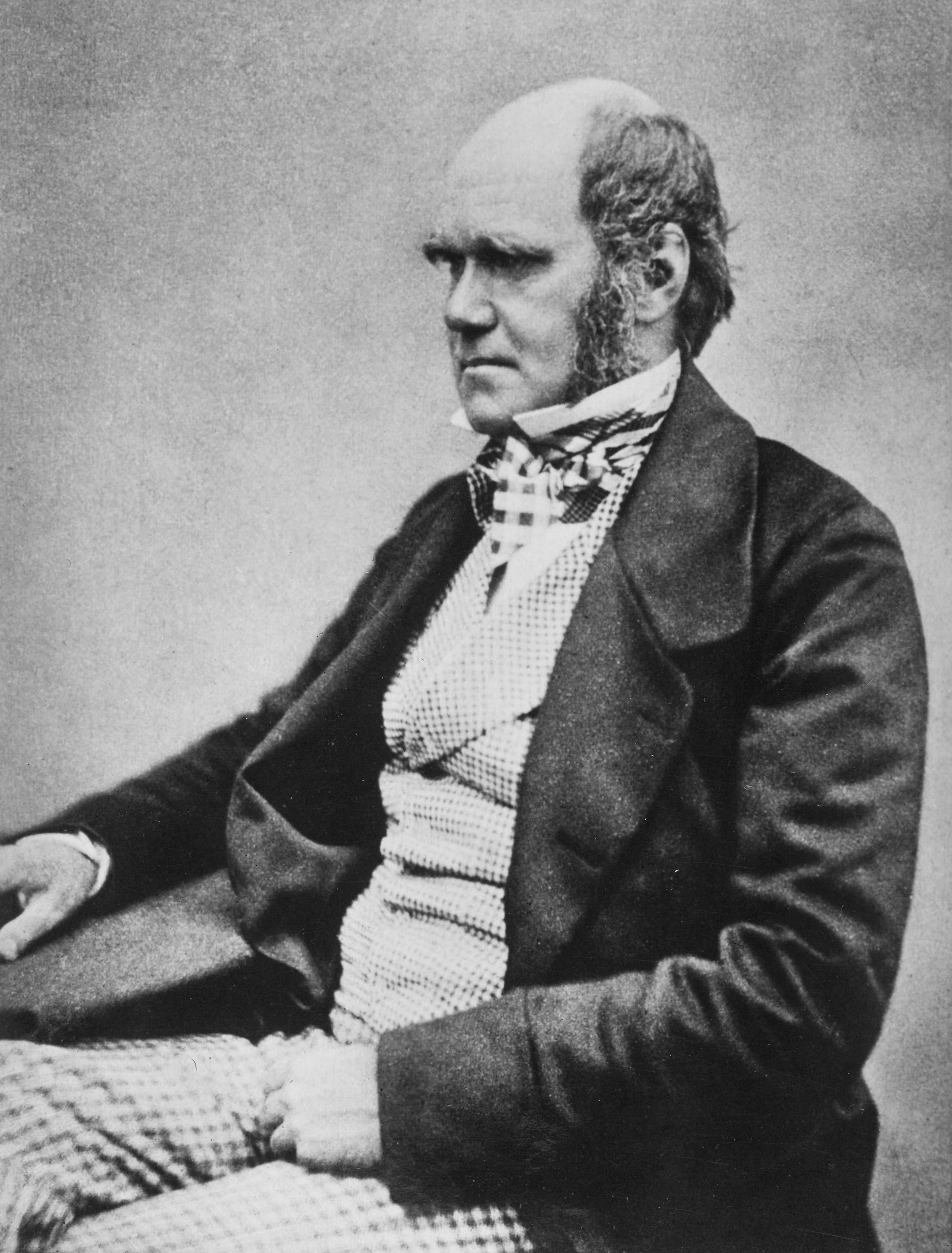
Charles Darwin

Charles Darwin não envolveu a medicina em seu trabalho evolutivo. No entanto, inúmeros biólogos apreciam a teoria dos germes e suas implicações para a compreensão dos agentes patogênicos, bem como a necessidade de um organismo de defender-se contra eles. A medicina, por sua vez, ignorou a evolução e, em vez disso, concentrou-se em causas mecânicas.
| “ | A medicina se modelou após mudanças ligadas à mecânica física, derivada de Galileo Galilei, Isaac Newton e Descartes. Como resultado, a medicina tornou-se mecanicista, materialista, reducionista, de característica linear e determinista. O seu finco é a explicação de doenças, sintomas, sinais e causas de nível individual, materialista, anatômico e estrutural. Foca, ainda, no estudo de mudanças internas do corpo, como infecções, o comportamento de agentes tóxicos ou agentes traumáticos. (Weiner H, 1998) | ” |

O biólogo evolucionista foi primeiro cientista a aplicar a teoria evolutiva no contexto da saúde, em função da senescência, isto é, o processo natural de envelhecimento ligada às células e aos processos envolvidos. Na década de 1950, o psicólogo John Bowlby abordou o desenvolvimento infantil desordenado a partir de uma perspectiva evolucionista. O etologista Nikolaas Tinbergen foi responsável pelo desenvolvimento teórico em relação à etologia dos mecanismos evolutivos e suas relações com outros fatores. Os livros "Evolutionary Biology and the Treatment of Signs and Symptoms of Infectious Disease" (1980), de Paul Ewald, e "The Dawn of Darwinian Medicine" (1991), de William Nesse, contribuíram para a relação médica-evolucionista moderna.
O etologista Randolph M. Nesse foi responsável pelo desenvolvimento teórico em relação à etologia dos mecanismos evolutivos e suas relações com outros fatores. O biólogo evolucionista resumiu a importância da evolução para a medicina:
| “ | Todas as características biológicas precisam de dois tipos de explicação, um de aproximação e outro evolucionário. A explicação por aproximação de uma doença sugere o que está errado nos mecanismos do corpo dos indivíduos afetados. Uma explicação evolutiva é completamente diferente. Ao invés de explicar o porquê das pessoas serem diferentes, explica por que todos nós temos vulnerabilidade para doenças. Por que todos nós temos o dente sido, apêndice e células que podem se dividir descontroladamente? (Nesse RM, 2008) | ” |

## Adaptações humanas

### Restrições
AS adaptações só podem ocorrer se forem evolutivas. Adaptações que limitam a saúde não são, portanto, possíveis de ocorrência.
- O DNA não pode ser totalmente impedido de sofrer mudança ou replicação. Como exemplo, o câncer, que ocorre por mutações somáticas, não foi completamente eliminado da seleção natural
- Os seres humanos não podem biossintetizar a vitamina C. Portanto, correm o risco de adquirir escorbuto, doença causada pela ingestão dietética insuficiente da vitamina C
- Os neurônios que trabalham com o sistema óptico, evoluíram para dentro de células com camadas pigmentadas. Criou-se, portanto, uma restrição na evolução do sistema óptico, de modo que o nervo óptico é obrigado a sair da retina pelo disco óptico. Por sua vez, cria-se um ponto cego dentro da região ocular. Portanto, o risco de glaucoma, doença que aumenta a pressão do olho, está vulnerável a um possível aumento. Em seguida, a danificação do nervo óptico causa danos à visão[11]

### Trocas e conflitos de substâncias
- Nas mulheres, houve eficiência e melhora do tamanho do canal do parto[12]
- Encefalização e mudança do tamanho do intestino[13]
- Proteção da pigmentação da pele contra raios ultravioleta, além da síntese de vitamina D na pele[14]

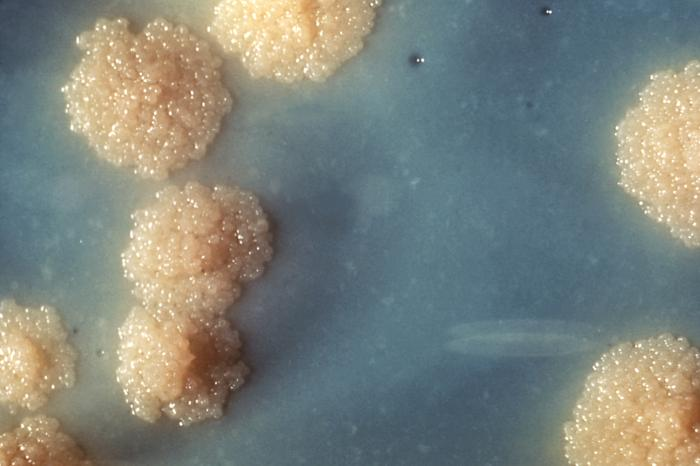
A bactéria Mycobacterium tuberculosis pode evoluir para subverter a ação do sistema imunológico

### Competição genética
- Suscetibilidade às doenças, sejam sexuais ou não, devido a escolha do parceiro[15]
- Conflito intragenômico entre a mãe e o feto, resultando em pré-eclâmpsia[16][17]

## Acometimentos evolutivos
Durante a evolução humana, os seres evoluíram para viver como caçadores e coletores em tribos. Os tempos passaram e esta mudança de comportamento ligado à modernidade, trouxe suscetibilidade aos humanos, dando origem a uma série de doenças caracterizadas como "doenças da civilização". O homem evoluiu para desfrutar dos recursos disponíveis no meio-ambiente.
| “ | Os ambientes modernos podem causar muitas doenças, como síndromes, deficiências, escorbuto e raquitismo. (Williams, 1991) | ” |

### Mudanças na dieta
Em contraste com a dieta dos homens primordiais, a dieta ocidental moderna contém grandes quantidades de gordura, sal, carboidratos, açúcares refinados e farinhas. Consequentemente, causam sérios problemas de saúde, tais como:
- Riscos de saúde ligados aos alimentos transgênicos
- Cárie
- Alimentos com alto índice glicêmico

### Expectativa de vida

Expectativa de vida com base nos anos de 2003 a 2007

O envelhecimento atual está associado ao surgimento de aterosclerose, doenças cardiovasculares, câncer, artrite, catarata, osteoporose, diabetes tipo 2, hipertensão e doença de Alzheimer. A incidência das doenças, como supracitado, aumenta de acordo com o envelhecimento das pessoas e, com a idade, aumenta-se o risco de câncer. Cerca de 150.000 pessoas morrem diariamente, em todo o mundo, vítimas de doenças relacionadas à idade. Nos países industrializados, a ocorrência de doenças referentes à idade sobe em cerca de 90%.

### Prática de exercícios físicos
O homem contemporâneo pratica menos exercícios físicos do que os seus ancestrais. A prática de exercício físico atualmente está relacionada após o surgimento de doenças. Essa situação leva ao corpo a ter mudanças no seu metabolismo, ocasionando estresse, inflamações e doenças crônicas.

### Higiene
O homem contemporâneo, devido a tratamentos médicos e saneamento básico melhorados, estão amplamente livres de parasitas e de doenças ligadas ao intestino. Embora a higiene seja importante para a vivência humana, problemas relacionados ao sistema imunológico começam a aparecer, mesmo que haja uma busca para manter a saúde com qualidade. Crê-se que, a ausência de exposição a microorganismos que evoluíram no sistema imunológico, trouxeram problemas ao ser humano.
| “ | Os microorganismos e macroorganismos, como helmintos da lama, dos animais e das fezes, desempenham um papel importante na regulação do sistema imunológico. (Rook, 2012) | ” |

A exposição está ligada ao papel crucial que os organismos apresentam na proteção contra doenças modernas, como inflamações generalizadas e o Alzheimer.

## Evolução dos estágios vitais

### Inicial
- Tecido adiposo em crianças[33]
- Artrite e inflamações crônicas[34][35][36]
- Envelhecimento[11][6]
- Doença de Alzheimer[37]
- Infância[38]
- Menarca[39]
- Menopausa[40]
- Menstruação[41][42][43]
- Enjoo matinal[44][45]

### Outros
- Aterosclerose[46]
- Artrite e inflamações crônicas[34][35][36]
- Tosse[9]
- Fibrose cística[47]
- Oclusão[48]
- Diabetes tipo 2[49][50]
- Diarreia[51]
- Hipertensão arterial essencial[52]
- Febre[53][54]
- Hipertensão gestacional
- Gota[55]
- Hemocromatose[56][57]
- Deficiência de ferro[58]
- Obesidade[59][60]
- Fenilcetonúria[61]
- Placebo[62]
- Osteoporose[63]
- Doenças polimórficas ligadas à hemoglobina[64]
- Anemia falciforme[65][66]
- Distúrbio comportamental ligado a doenças[67]
- Câncer ovariano[68]

## Psicologia evolutiva
As hipóteses de adaptação humana quanto à etiologia de transtornos psicológicos são, na maioria das vezes, baseadas em analogias com perspectivas evolutivas sobre disfunções de cunho médico e fisiológico.
| Causas possíveis de anormalidades psicológicas em função da evolução humana Baseado em Buss (2011), Gaulin & McBurney (2004), Workman e Reader (2004) | Causas possíveis de anormalidades psicológicas em função da evolução humana Baseado em Buss (2011), Gaulin & McBurney (2004), Workman e Reader (2004) | Causas possíveis de anormalidades psicológicas em função da evolução humana Baseado em Buss (2011), Gaulin & McBurney (2004), Workman e Reader (2004)                           |
| --- | --- | --- |
| Causa possível | Disfunção fisiológica | Disfunção psicológica |
| Adaptação de defesa | Febre vômito | Depressão ou ansiedade (respostas funcionais ao estresse) |
| Adaptação de subproduto | Gás intestinal (subproduto da digestão de fibras) | Fetiches sexuais (possível subproduto de adaptações da libido, imprimindo o desejo sexual em objetos e situações incomuns)                                                      |
| Adaptações de múltiplos efeitos | Gene homozigótico de resistência à malária anemia falciforme                                                                                          | Aumento da criatividade, surgimento do transtorno bipolar e predisposição para esquizofrenia (adaptações com efeitos positivos e negativos em função do desenvolvimento humano) |
| Adaptação de deformação | Alergias (respostas ao sistema imunológico) | Autismo (mal funcionamento da teoria da mente) |
| Adaptação morfológica de frequência | Sexo masculino e feminino diferença de tipologia sanguínea                                                                                            | Traços e desordem de personalidade (possível desenvolvimento de estratégias comportamentais em sociedade)                                                                       |
| Adaptação de incompatibilidade ambiental | Surgimento de diabetes tipo 2 | Interação frequente com estranhos, predispondo maior incidência de depressão e de ansiedade                                                                                     |
| Adaptação de curvatura | Diferenças de altura | Personalidade introvertida ou extrovertida |

É possível, portanto, associar outros surgimentos de doenças e acometimentos por saúde humana com um fator psicológico.
- Agorafobia[74]
- Ansiedade[75]
- Depressão[76]
- Toxicodependência[77]
- Esquizofrenia[78][79]
- Infelicidade[80]

## Leitura

### Livros
- Williams, George; Nesse, Randolph M. (1996). Why We Get Sick: the new science of Darwinian medicine. New York: Vintage Books. ISBN 0-679-74674-9
- Stearns SC, Koella JK (2008). Evolution in health and disease 2nd ed. Oxford [Oxfordshire]: Oxford University Press. ISBN 0-19-920745-3
- McKenna, James J.; Trevathan, Wenda; Smith, Euclid O. (2008). Evolutionary medicine and health: new perspectives 2nd ed. Oxford [Oxfordshire]: Oxford University Press. ISBN 0-19-530706-2
- O'Higgins, Paul; Sarah Elton (2008). Medicine and Evolution: Current Applications, Future Prospects (Society for the Study of Human Biology Symposium Series (Sshb). Boca Raton: CRC. ISBN 1-4200-5134-2
- Ewald, P. W. (1996). Evolution of Infectious Disease. Oxford: Oxford University Press. ISBN 0-19-511139-7
- Moalem, S.; Prince, J. (2007). Survival of the Sickest]]. New York: HarperLuxe. ISBN 978-0-06-088965-4

### Artigos on-line
- Straub, RH.; Besedovsky, HO. (2003). «Integrated evolutionary, immunological, and neuroendocrine framework for the pathogenesis of chronic disabling inflammatory diseases». FASEB J. 17 (15): 2176–2183. PMID 14656978. doi:10.1096/fj.03-0433hyp
- Straub, RH. (2012). «Evolutionary medicine and chronic inflammatory state--known and new concepts in pathophysiology». Journal of Molecular medicine. 90 (5): 523–534. PMC 3354326. PMID 22271169. doi:10.1007/s00109-012-0861-8
- LeGrand, E. K.; Brown C. C. (1 de julho de 2002). «Darwinian medicine: Applications of evolutionary biology for veterinarians». Canadian Veterinary Journal. 43 (7): 556–9. ISSN 0008-5286. PMC 341948. PMID 12125190
- Randolph M. Nesse; Stephen C. Stearns (2008). «The great opportunity: Evolutionary applications to medicine and public health» (PDF). Evolutionary Applications. 1 (1): 28–48. doi:10.1111/j.1752-4571.2007.00006.x[ligação inativa]
- Naugler, Christopher T. (1 de setembro de 2008). «Evolutionary medicine: Update on the relevance to family practice». Canadian Family Physician. 54 (9): 1265–9. PMC 2553465. PMID 18791103
- Childs, B.; Wiener, C.; Valle, D. (2005). «A science of the individual: Implications for a medical school curriculum». Annual Review of Genomics and Human Genetics. 6 (1): 313–330. PMID 16124864. doi:10.1146/annurev.genom.6.080604.162345
- Stiehm ER (2006). «Disease versus disease: how one disease may ameliorate another». Pediatrics. 117 (1): 184–91. PMID 16396876. doi:10.1542/peds.2004-2773